# Ba Yanchuan
Ba Yanchuan (chiń. 巴彥川; ur. 10 maja 1972) – chiński zapaśnik w stylu klasycznym. Olimpijczyk z Atlanty 1996, gdzie zajął szesnaste miejsce w kategorii 100 kg.
Dwukrotny uczestnik mistrzostw świata, siódmy w 1994. Zdobył trzy medale na mistrzostwach Azji, złoty w 1997 roku.